# Parafia św. Urszuli Ledóchowskiej w Dąbrówce
Parafia Świętej Urszuli Ledóchowskiej – rzymskokatolicka parafia znajdująca się we wsi Dąbrówka, w gminie Dopiewo, w powiecie poznańskim. Należy do dekanatu komornickiego.
Została erygowana 1 sierpnia 2012.